# Lachenalia sargeantii
Lachenalia sargeantii är en sparrisväxtart som beskrevs av Winsome Fanny 'Buddy' Barker. Lachenalia sargeantii ingår i släktet Lachenalia och familjen sparrisväxter. Inga underarter finns listade i Catalogue of Life.